# Pierre de La Gorce
Pierre François Gustave de La Gorce (Vannes, 29 giugno 1846 – Parigi, 2 gennaio 1934) è stato un magistrato, avvocato e storico francese.

## Biografia
Nato nel 1846 a Vannes, città bretone nel dipartimento del Morbihan, laureato in diritto, Pierre de la Gorce esercitò le funzioni di magistrato prima a Rocroi, poi in altri centri del dipartimento del Passo di Calais (Montreuil-sur-Mer, Béthune e Saint-Omer) . Cattolico convinto, in ossequio alle sue convinzioni religiose, che egli riteneva in contrasto colle leggi di Jules Ferry sulla separazione tra Stato e Chiesa, preferì dimettersi . 
Dedicatosi agli studi storici, scrisse importanti lavori sulla Rivoluzione e l'Ottocento francese. Nel 1907 entrò a far parte dell'Académie des sciences morales et politiques
; poi, nel 1914, succedendo nel prestigioso seggio allo storico Paul Thureau-Dangin, fu eletto membro dell'Académie française. Morì a Parigi, a ottantasette anni, nel 1934.

## Opere
- Histoire de la Deuxième République française, 2 voll, Paris, Plon-Nourrit et Cie, 1886.
- Histoire du Second Empire, 7 voll, Paris, Plon-Nourrit et Cie, 1894-1905.
- Un magistrat au XIXe siècle : M. le président Alexandre Sénart, Paris, Plon-Nourrit et Cie, 1908,
- Histoire religieuse de la Révolution française, 5 voll, Paris, Plon-Nourrit et Cie, 1909-1923.
- Deux frères. André et Pierre de Gailhard-Bancel, Paris, Blond et Gay, 1918.
- La Restauration. Louis XVIII, Paris, Plon-Nourrit et Cie, 1926.
- La Restauration. II. Charles X, Paris, Les Petits-Fils de Plon et Nourrit, 1928.
- Louis-Philippe (1830-1848), Paris, Plon, 1931.
- Napoléon III et sa politique, Paris, Plon, 1933.
- Martyrs et apostats sous la Terreur 1793-1794, estratto da Histoire religieuse de la Révolution française, Paris, Les Petits-Fils de Plon et Nourrit, 1934.
- La conquête de l'Algérie, Paris, Flammarion, 1934.
- Au temps du Second Empire, coautrice Agnès de La Gorce, Paris, Plon et Nourrit, 1935.